# Яхтур
Яхтур (Яхтуртуман; устар. Ях-Тур) — озеро в Ханты-Мансийском автономном округе — Югра, Тюменская область, Россия. Расположено на юге округа, в Кондинском районе.
Высота водного зеркала — 33 метра нум. В центре озера расположен крупный безымянный остров, возвышающийся над водой на 4 метра. Также малый вытянутый остров, ранее бывший полуостровом, находится на юге водоёма.
Через озеро протекает река Юконда, впадая на западе и вытекая на востоке. В озеро также впадают реки: Малая Юконда, Средняя, Летнинская.
Ближайший к озеру населённый пункт — посёлок Зимняя Каурья, расположен в паре километров от северо-западного берега водоёма. Второй по дальности населённый пункт — посёлок городского типа Кондинское находится юго-восточнее озера, у устья Юконды.